# 德国555号高速公路
德國555號联邦高速公路（Bundesautobahn 555, BAB 555），建于1932年，由德国科隆市市长康拉德·阿登納揭幕。线路从波恩至科隆，长18公里。